# 長圳车辆段

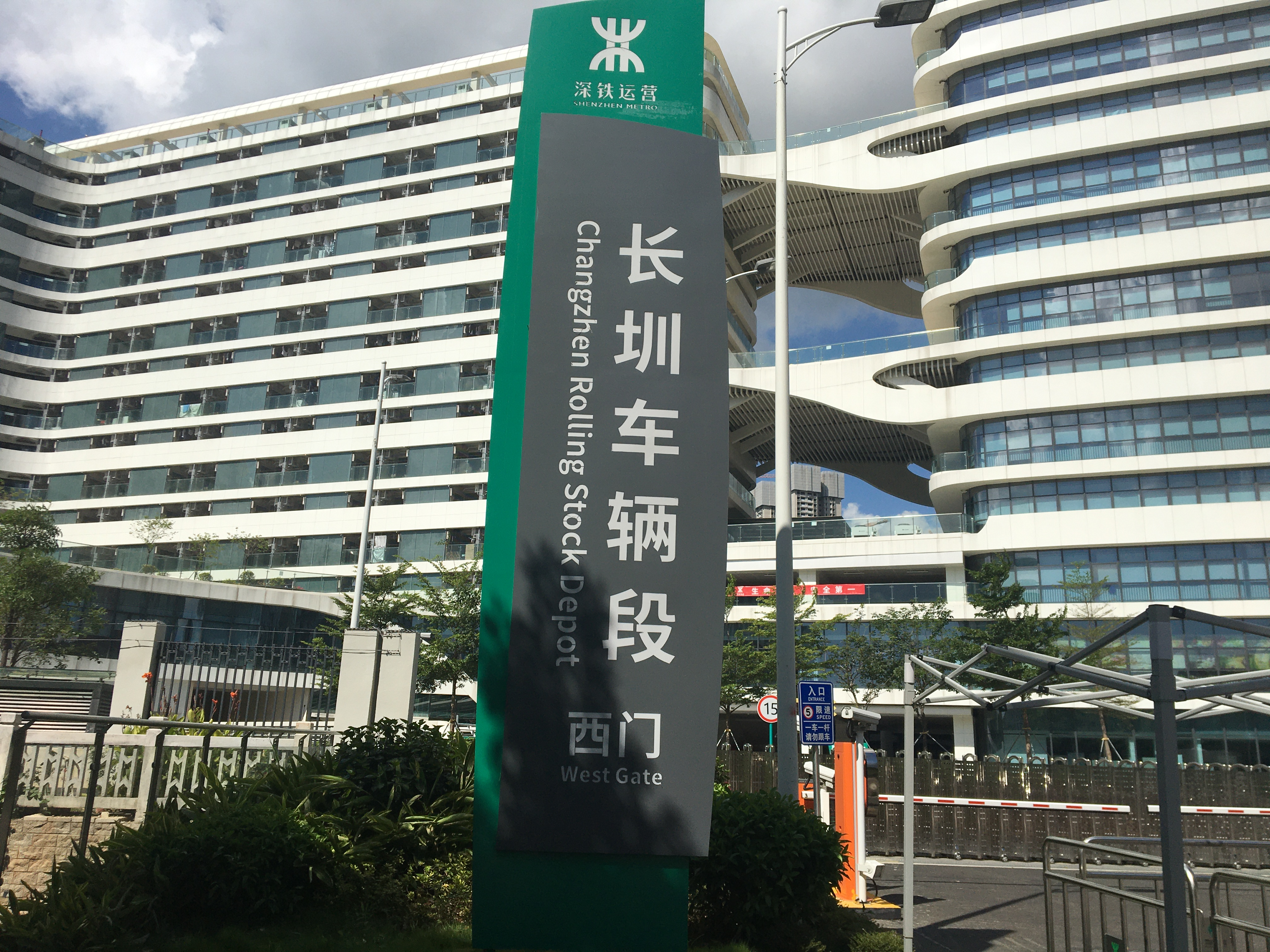
长圳车辆段西门

长圳车辆段是深圳地铁6号线及6号线支线的车辆段。位于中国广东省深圳市光明区高新技术产业园西片区，东临科裕路，南接光侨路，西临东长路，北临同观路，同时也是深圳地铁6号线和深圳地铁18号线长圳站周边的上盖物业开发项目。截至2021年7月，车辆段部分已建成，而上盖物业部分仍在建设中。
长圳车辆段为上盖式车辆段，南北长约1.4千米，盖下设有停车库、检修主厂房、调机工程车库、运转综合楼、维修综合楼、物资总库、轨行区、运输道路和公寓宿舍等建筑单体。建筑面积23.56万平方米，规划用地面积24.61万平方米，物业面积32.3万平方米。长圳车辆段综合楼是海绵城市示范建筑，轨行区与深圳地铁6号线正线略有区别，设有接触网。

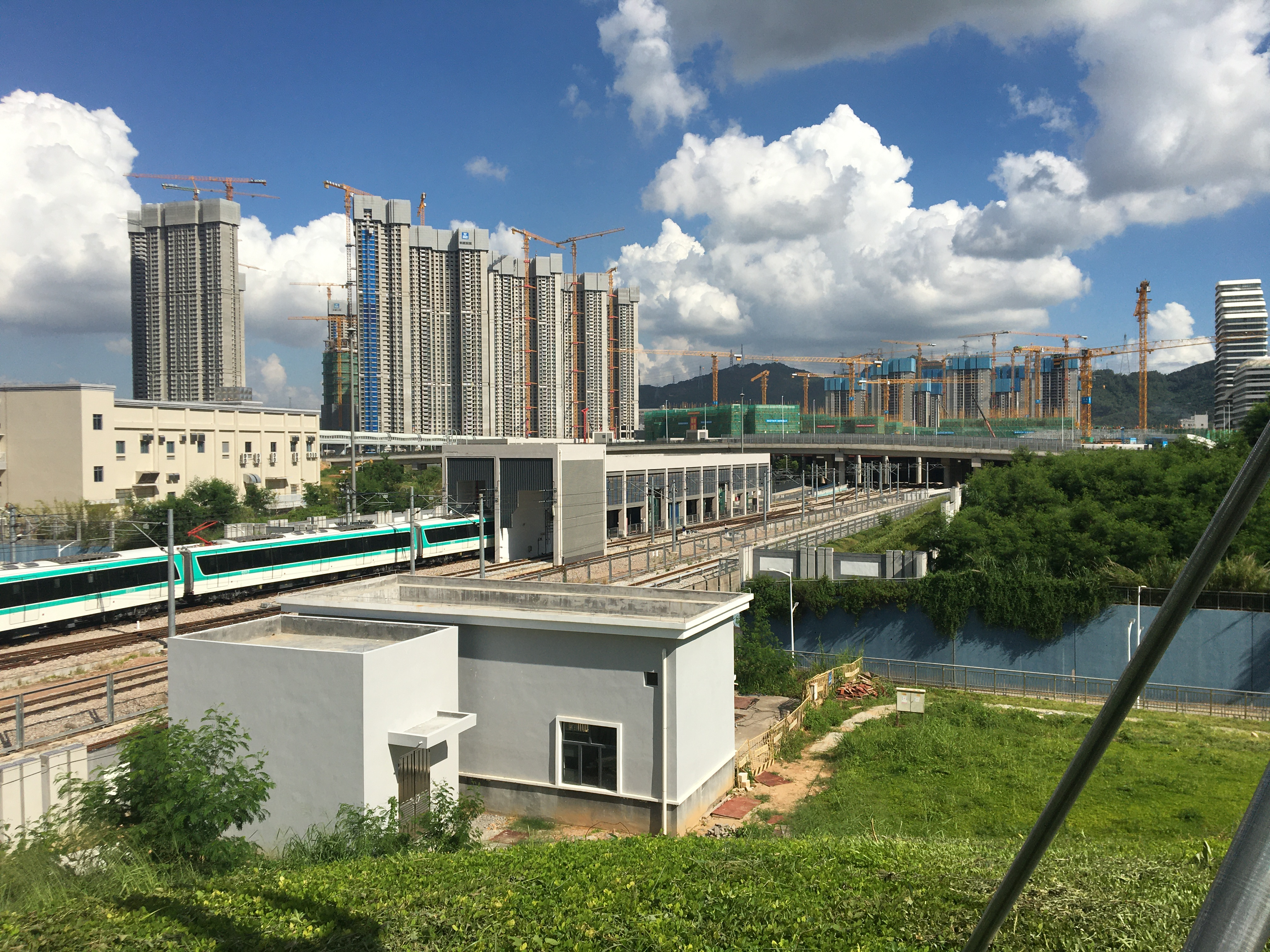
设有接触网的长圳车辆段轨行区

长圳车辆段主要承担深圳地铁6号线及6号线支线列车的大修及架修、定修任务，承担车辆停放、整备、运用、检修以及各种运营设备保养维修，及承担物资保障等任务。